# Gryta socken
Gryta socken i Uppland ingick i Hagunda härad, ingår sedan 1971 i Enköpings kommun och motsvarar från 2016 Gryta distrikt.
Socknens areal är 36,13 kvadratkilometer varav 35,72 land. År 2000 fanns här 1 370 invånare. Salnecke slott, norra delen av tätorten Örsundsbro samt sockenkyrkan Gryta kyrka ligger i socknen.  

## Administrativ historik
Gryta socken omtalas i skriftliga handlingar första gången 1302 ('in parochia Grytum'). Kyrkans äldsta delar är svårdaterade. Någon gång i slutet av 1200-talet eller början 1300-talet har en lädre smalare romansk stenkyrka byggts ut till en salskyrka.
Vid kommunreformen 1862 övergick socknens ansvar för de kyrkliga frågorna till Gryta församling och för de borgerliga frågorna bildades Gryta landskommun. Landskommunen uppgick 1952 i Lagunda landskommun som 1971 uppgick i Enköpings kommun. Församlingen uppgick 2010 i Lagunda församling.
1 januari 2016 inrättades distriktet Gryta, med samma omfattning som församlingen hade 1999/2000.  
Socknen har tillhört län, fögderier, tingslag och domsagor enligt vad som beskrivs i artikeln Hagunda härad. De indelta soldaterna tillhörde Upplands regemente, Hagunda kompani och Livregementets dragonkår, Uppsala skvadron.

## Geografi
Gryta socken ligger nordost om Enköping och sydväst om Uppsala norr om Örsundaåns mynning i Lårstaviken. Socknen är en skogsbygd i nordväst är en slättbygd med skogsbygd i norr.
Inom Gryta socken ligger Höja gård och Gryta majorsboställe. 

## Fornlämningar
Från bronsålderns finns många skärvstenshögar och en del spridda stensättningar samt några små hällristningar. Från järnåldern finns tolv gravfält och en fornborg. Sju runristningar har påträffats. Ett par vackra runstenar är signerade av Balle och Åsmund. Åsmunds sten finns numera på Skansen i Stockholm.

## Namnet
Namnet skrevs 1292 Grytum och kommer från kyrkbyn, som under 1600-taket blev till ett säteri, och senare officersboställe, Gryta majorsboställe. Namnet innehåller gryt, stenanhopning, stenig mark' och syftar på marken vid kyrkan.